# گورنگا بورینا
گورنگا بورینا (به صربی: Gornja Borina) یک روستا در صربستان است که در لوزنیسا واقع شده‌است. گورنگا بورینا ۱۸۸ نفر جمعیت دارد.